# U.S. Route 80
Pour les articles homonymes, voir Route 80.
La U.S. Route 80 (US 80) est une US Route ouest–est dans le sud des États-Unis. La majeure partie du tracé faisait autrefois partie de la Dixie Overland Highway. Comme pour la plupart des autres routes se terminant par un "0", la US 80 était autrefois une route transcontinentale, reliant l'Océan Pacifique à l'Océan Atlantique. Son terminus ouest original était à l'intersection avec la Historic US 101 à San Diego, Californie. Cependant, l'entièreté du segment à l'ouest de Dallas, Texas a été déclassé en faveur de quelques autoroutes inter-états. Actuellement, le terminus ouest de la route est à un échangeur avec l'I-30 / US 67 aux limites entre Dallas et Mesquite, Texas. Son terminus est se trouve à Tybee Island, Géorgie, près de l'Océan Atlantique. Entre Jonesville, Texas et Kewanee, Mississippi, la US 80 est parallèle à l'I-20. Elle traverse les villes de Dallas (Texas), Shreveport (Louisiane), Jackson (Mississippi), Montgomery (Alabama), Columbus, Macon et Savannah (Géorgie).

## Description du tracé
|       | mi    | km    |
| ----- | ----- | ----- |
| TX    | 161   | 259   |
| LA    | 199   | 320   |
| MS    | 157   | 253   |
| AL    | 218   | 351   |
| GA    | 300   | 483   |
| Total | 1 035 | 1 666 |

### Texas

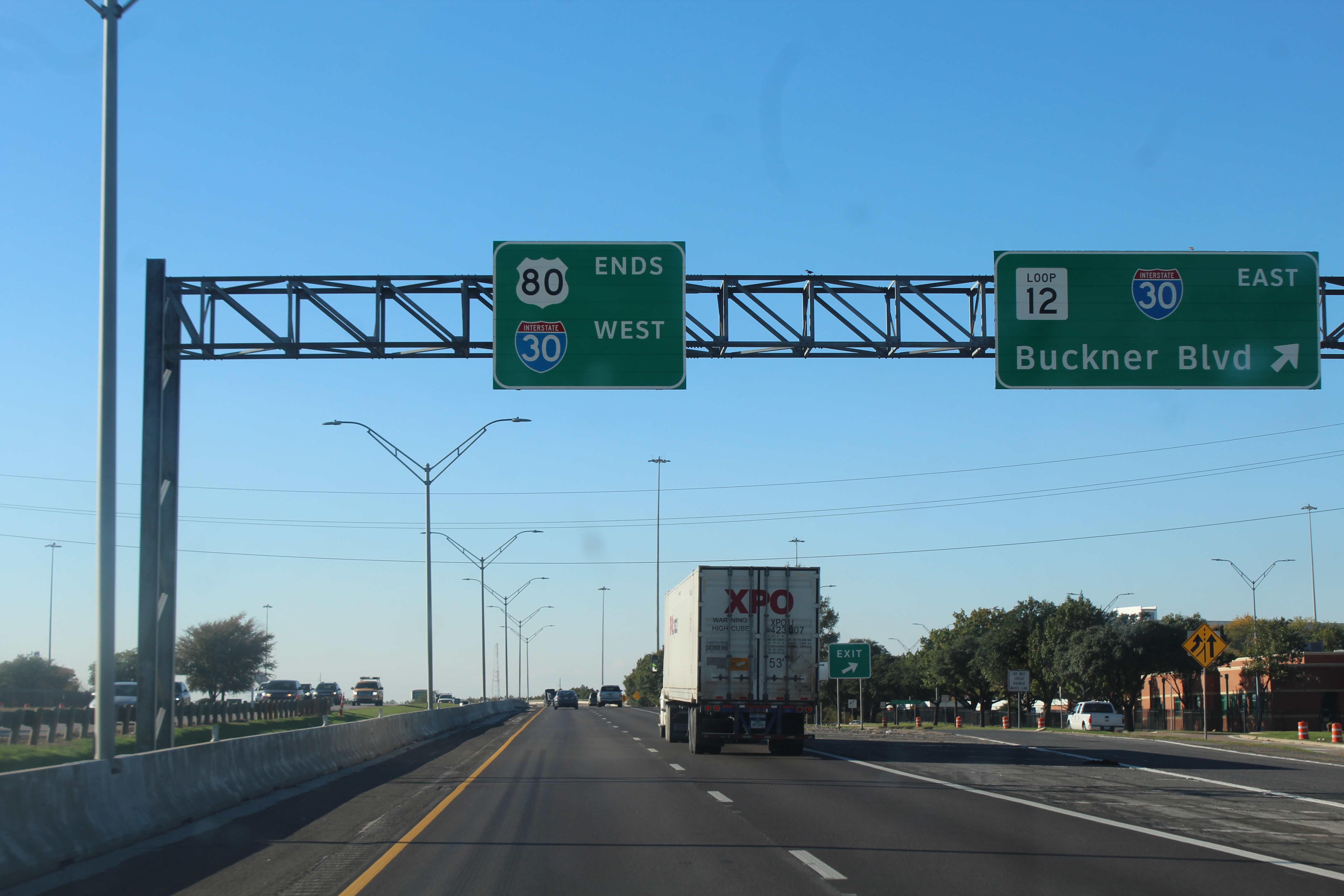
Terminus ouest de la US 80

La US 80 actuelle débute comme composante importante du réseau autoroutier de Dallas. Elle sert de route importante reliant le centre et le nord de Dallas à l'I-20 alors qu'elle se dirige vers l'est.
Depuis son terminus à l'I-30 dans l'est de Dallas, la US 80 se dirige vers l'est. Elle quitte la région de Dallas et passe par Terrell, Edgewood, Mineola, Big Sandy, Longview et Marshall pour atteindre la frontière avec la Louisiane, à l'est de Waskom. Sur l'entièreté de son parcours, elle est parallèle à l'I-20.

### Louisiane
La route entre en Louisiane à l'ouest de Greenwood, dans la Paroisse de Caddo. Elle rencontre la US 79 à Greenwood et les deux routes forment un multiplex vers l'est jusqu'à Minden. La US 79 / US 80 longe l'I-20 et entre dans la ville de Shreveport. Elle traverse la ville vers le nord-est et, après avoir traversé la Rivière Rouge, entre à Bossier City. Les routes se rendent ensuite à Minden, où elles se séparent. La US 80 continue son tracé vers l'est, toujours en étant parallèle à l'I-20. Elle passe par Gibsland, Arcadia, Ruston, Rayville, Delhi et Tallulah avant d'atteindre le fleuve Mississippi, marquant la frontière avec l'état du même nom à Delta. Elle traverse le fleuve en multiplex avec l'I-20.

### Mississippi
La US 80 entre au Mississippi en multiplex avec l'I-20 à Vicksburg. Le multiplex se prolone jusqu'à Clinton, à l'ouest de Jackson. La US 80 traverse les villes de Clinton, de Jackson, de Flowood, de Pearl et de Brandon. Après avoir passé par Brandon, la US 80 est parallèle à l'I-20 pour les prochains 100 miles (160 km) dans les villes de Pelahatchie, Morton, Forest, Lake, Newton, Hickory et Chunky. À l'est de Chunky, la US 80 rejoint à nouveau l'I-20 jusqu'à Meridian, où elle rejoint la US 11 en direction de Toomsuba. Elle atteint finalement la frontière avec l'Alabama à l'ouest de Cuba, Alabama.

### Alabama
La US 80 entre en Alabama à l'ouest de Cuba et est parallèle à l'I-20 / I-59 sur une courte distance. Elle bifurque alors vers l'est pour se diriger au centre de l'état. Le tracé jusqu'à Montgomery est celui envisagé pour un prolongement éventuel de l'I-85 jusqu'à Cuba. Elle passe par Demopolis et Selma, jusqu'à Montgomery. Là, elle contourne la ville par le sud et rejoint l'I-85 en multiplex jusqu'à Waugh. Elle poursuit son trajet vers l'est en passant par Shorter et Tuskegee pour ensuite quitter l'état à Phenix City.

### Géorgie
La US 80 traverse la rivière Chattahoochee depuis l'Alabama pour entrer à Columbus. Elle passe au nord de la ville en configuration autoroutière. Après avoir traversé la ville, la US 80 serpente dans une portion rurale de l'état pour environ 50 miles (80 km) jusqu'à Macon. Là, elle rencontre l'I-75 et l'I-16. Après avoir traversé le centre-ville de Macon, la route se dirige vers le sud-est en longeant l'I-16.

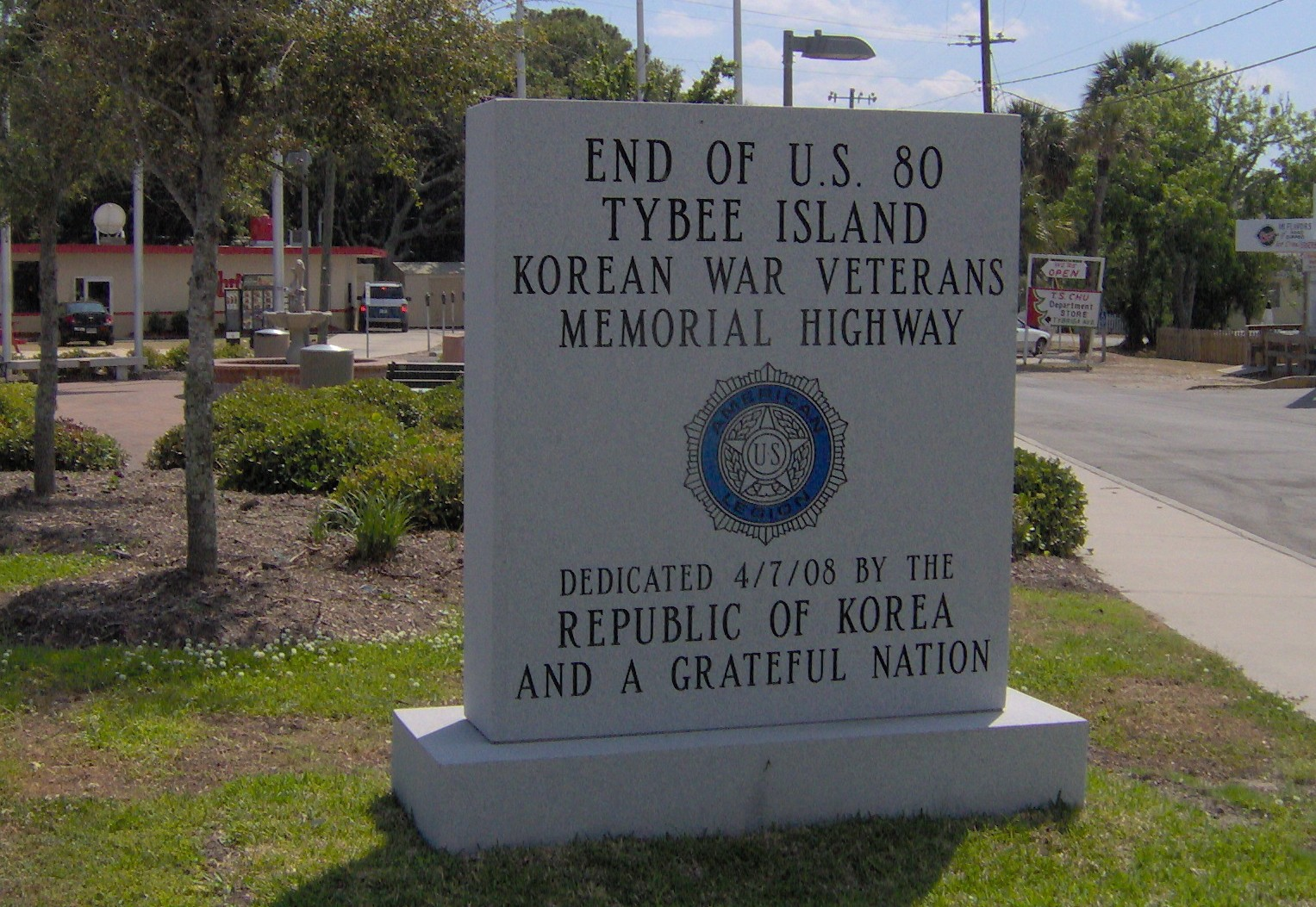
Terminus est de la US 80

Vers le sud-est, la US 80 passe par les villes de Dublin, Swainsboro et Statesboro en suivant l'I-16. Dans les banlieues de Savannah, la US 80 rencontre l'I-95 et emprunte Louisville Road pour entrer dans le centre-ville. Après un bref multiplex avec l'I-516, la US 80 continue vers l'est sur Victory Drive, au sud du district historique de Savannah. À Thunderbolt, la US 80 traverse la rivière Wilmington et passe par une série d'îles et de marécages le long de la côte Atlantique, à l'est de Savannah. Elle traverse alors la Lazaretto Creek pour entrer à Tybee Island. Le dernier segment de la US 80 emprunte Butler Avenue à travers Tybee Island. La route se termine à l'intersection avec 19th Street à quelques centaines de pieds de l'Océan Atlantique. Un petit monument a été érigé à l'intersection entre Butler Street et Tybrisa Street afin de marquer la fin de la route.

## Intersections majeures
Texas
 I-30 / US 67 aux limites entre Dallas et Mesquite
 I-635 à Mesquite
 US 69 à Mineola
 US 271 à Gladewater
 US 259 à Longview
 US 59 à Marshall
 I-20 au sud-ouest de Jonesville. Les routes forment un multiplex jusqu'à l'ouest de Waskom.
Louisiane
 US 79 à Greenwood. Les routes forment un multiplex jusqu'à Minden.
 I-20 à Greenwood
 US 171 à Shreveport
 I-20 à Shreveport
 US 71 à Shreveport
 I-220 à Bossier City
 US 371 à Dixie Inn
 I-20 au sud-est de Minden
 US 167 à Ruston. Les routes forment un multiplex dans la ville.
 I-20 à l'est de Calhoun
 US 165 à Monroe
 US 425 à Rayville
 US 65 à Tallulah
 I-20 à Delta. Les routes forment un multiplex jusqu'à Clinton, Mississippi.
Mississippi
 US 61 à Vicksburg. Les routes forment un multiplex dans la ville.
 I-220 / US 49 à Jackson
 US 51 à Jackson
 I-20 à Brandon
 I-20 à Brandon
 I-20 à l'est de Lake
 I-20 au sud-ouest de Meridian. Les routes forment un multiplex jusqu'à Meridian.
 I-59 à Meridian. Les routes forment un multiplex dans la ville.
 US 11 à Meridian. Les routes forment un multiplex jusqu'à Cuba, Alabama.
 I-20 / I-59 à l'ouest de Kewanee
Alabama
 US 43 à Demopolis. Les routes forment un multiplex dans la ville.
 US 31 à Montgomery
 I-65 à Montgomery. Les routes forment un multiplex dans la ville.
 US 82 à Montgomery. Les routes forment un multiplex dans la ville.
 US 331 à Montgomery
 US 231 à Montgomery. Les routes forment un multiplex dans la ville.
 I-85 à Montgomery. Les routes forment un multiplex jusqu'au nord-ouest de Waugh.
 US 29 à Tuskegee. Les routes forment un multiplex jusqu'à la Forêt nationale de Tuskegee.
 US 280 / US 431 à Phenix City. Les routes forment un multiplex dans la ville.
Géorgie
 I-185 à Columbus
 US 27 à Columbus
 US 19 au sud-ouest de Salem. Les routes forment un multiplex sur environ 2,1 miles (3,4 km).
 US 341 à Roberta
 I-475 à Macon
 US 41 à Macon
 I-75 à Macon
 US 129 à Macon. Les routes forment un multiplex dans la ville.
 I-16 à Macon
 US 23 à Macon. Les routes forment un multiplex jusqu'à l'ouest de Crystal Springs.
 US 441 à Dublin
 US 319 à Dublin. Les routes forment un multiplex jusqu'à East Dublin.
 US 221 au nord de Norristown
 US 1 à Swainsboro
 US 25 à Hopeulikit. Les routes forment un multiplex jusqu'à Statesboro.
 US 301 à Statesboro
 US 280 à Blitchton
 I-95 à Pooler
 I-516 à Garden City. Les routes forment un multiplex jusqu'à Savannah.
 US 17 à Savannah. Les routes forment un multiplex dans la ville.
Butler Avenue / Inlet Avenue / Tybrisa Street à Tybee Island

## Routes auxiliaires
- US 180, route ouest-est reliant Valle, Arizona à Hudson Oaks, Texas en passant par le Nouveau-Mexique (à deux reprises) et le Texas.
- US 280, route ouest-est reliant Birmingham, Alabama à Blichton, Géorgie.
- US 380, route ouest-est reliant San Antonio, Nouveau-Mexique à Greenville, Texas.